# Праксилла
Праксилла (Πράξιλλα, лат. Рrахillа; V в. до н. э.) — древнегреческая поэтесса V века до н. э., известная, главным образом, своими застольными песнями. Одна из девяти лирических поэтесс, прославленных Плутархом («De mulierum virtutibus», c. 4).

## Жизнь и творчество
Проживала в Сикионе на Коринфском заливе, была известна около 450 года до н. э., — в одно время с Телесиллой, Вакхилидом и комиком Кратетом. Славилась своими парэниями (застольными песнями) или сколиями. Она сочиняла также гимны и дифирамбы.
Ни один из древних источников не содержит подробностей о жизни Праксиллы. 
Сохранилось немногое из произведений Праксиллы — пять фрагментов её собственными словами и три пересказа другими авторами. Самый длинный сохранившийся фрагмент состоит из трёх строк.  Они различаются по стилю: два из них — сколии (застольные песни), один — в размере, названном в ее честь праксиллеоном, один — гимн Адонису, а один — дифирамб. Три произведения, известные только в пересказе, являются версиями мифов. 
Сохранившиеся незначительные остатки собраны у Neue (1844) и у Бергка (собрание текстов древнегреческой лирики «Poetae lyrici Graeci»; 2-е изд. 1853). Эти отрывки отличаются весёлым тоном и живостью выражения. На основе этого ряда сохранившихся произведений выдвигались различные предположения насчёт Праксиллы — от ремесла гетеры до профессионального музыканта. 

## Память
Праксилла пользовалась большим уважением в древности. Антипатр Фессалоникийский упоминает её первой среди своих девяти «бессмертноязычных» поэтесс, а её земляк, скульптор Лисипп изваял её статую из бронзы. Она была достаточно известна в классических Афинах, так что две из сохранившихся пьес Аристофана пародируют её творчество, а часть одного из её стихотворений вписана в краснофигурную чашу, датируемую примерно 470 годом до н. э. 
Её поэзию всё ещё помнили много столетий после её смерти: эллинистический эпиграмматик Асклепиад подражал одному из её стихотворений;  во II веке нашей эры её имя упоминалось в пословице «глупее Адониса Праксиллы», а автор Татиан цитирует её в своем «Обращении к грекам». Её имя оставалось известно в двенадцатом веке, когда Евстафий включил её в список пяти женщин-поэтов в своём комментарии к «Илиаде». 
Фигурирует в «Этаже наследия» — списке из 998 имён мифических и исторических выдающихся женщин в западной цивилизации.
Фигурирует в «Carmina novem illustrium feminarum» — антологии женской древнегреческой поэзии Фульво Орсини.